# 天球の回転について

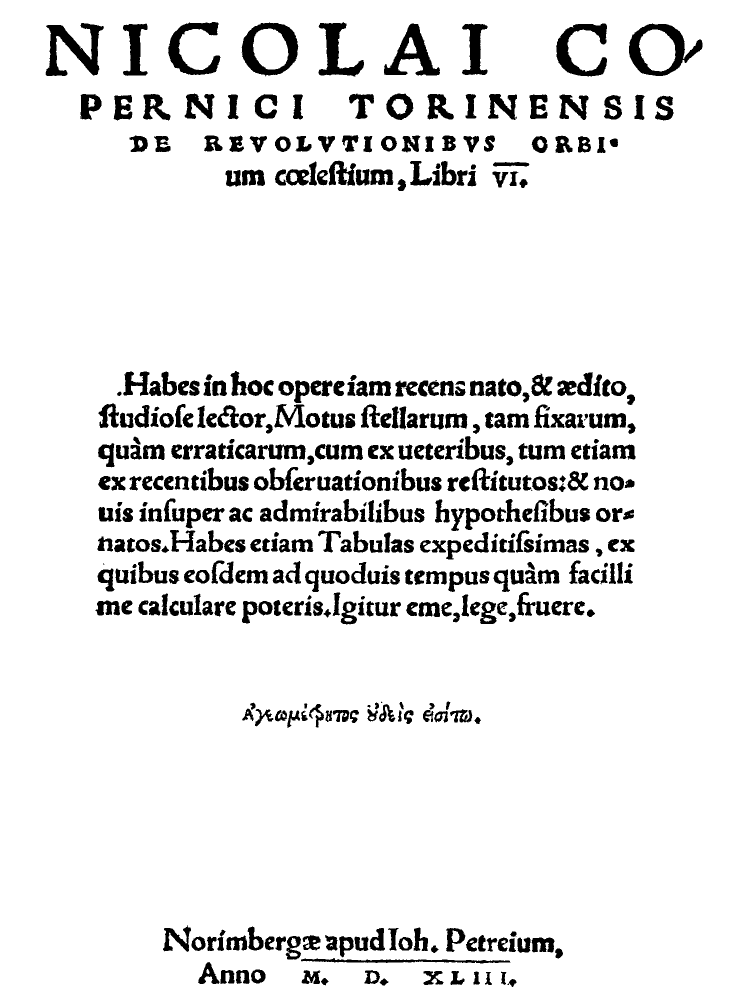
1543年の初版

『天球の回転について』（てんきゅうのかいてんについて、ラテン語: Nicolai Copernici Torinensis De revolutionibus orbium coelestium, Libri Ⅵ、英語訳: On the Revolutions of the Heavenly Spheres by Nicolaus Copernicus of Torin 6 Books）は、1543年に出版されたニコラウス・コペルニクスの地動説を主張した著書である。
1512年から行われた第5ラテラン公会議においては、教会暦の改良についても議論された。このとき意見を求められたものの、1年の長さと月の運動の知識が不十分であったため問題の解決ができなかったことを認識したコペルニクスが、太陽系の構造を根本から考えなおしたものである。1539年にゲオルク・レティクスがコペルニクスの弟子となりコペルニクスの手稿を読み、レクティスの天文学の師のヨハネス・シェーナーに概要を送り、1540年に Narratioとして出版された。Narratioの評判とレクティスの強い勧めにより『天球の回転について』の出版にコペルニクスは同意し、彼の死の直前に出版された。

## 『天球の回転について』の内容目次
一部省略してある。

### 第1巻
1. 宇宙は球形なること
2. 地もまた球形なること
3. 地は水とともにいかにして球をなすか
4. 天体の運動は一様で円いこと、あるいは円運動の合成なること
5. 円運動は地球にもあてはまるか、またその場所
6. 地球の大きさに較べて天の無限なること
7. なぜ、古代人は地球が不動で宇宙の中心であると考えたか
8. 前章の理由の不十分なこと、および反論
9. 地球にいろいろの運動を与えうるか、また宇宙の中心について
10. 天体の軌道の順序
11. 地球の三様の運動の証明
12. 円の弦の長さについて
13. 平面三角形の辺と角について
14. 球面三角形について

### 第2巻
1. 種々の円とその名称
2. 黄道の傾斜、回帰の距離およびそれらの定め方
3. 赤道、黄道、子午線の交点に対応する弧および角ならびにそれらによって赤緯、赤経を定めること
4. 十二宮の真中を通る円の外にあるが、緯度と経度のわかっている星の赤緯、赤経の定め方、およびそれが黄道のどの点で空を2つにきるか
5. 水平の断面
6. 南中の影の差異はいかなるものか
7. 最も長い日、星の出の緯度、球の傾きはいかにして定まるか、およびその他の差違
8. 時間および昼夜の分かち
9. 12宮の傾き、ある原点に関し、それの定め方、および、どの宮が空を2分するか
10. 黄道と地平線との傾斜
11. 表の使用について
12. 水平面の両極を通り黄道に交わる楕円の角および周
13. 星の出および入
14. 星の位置の研究および恒星の正しい記述

### 第3巻
1. 分点および二至の予見
2. 変化する分点の歳差を打ち立てた観測の歴史
3. 分点および黄道の傾きを証明する諸仮説
4. 秤動はどうして円運動でできるのか
5. 分点および傾きの予見の不規則なことの比較的の証明
6. 分点の移動および黄道の変化の規則的な運動
7. 分点の規則的な移動と見かけのそれとどちらが大きいか
8. それらの運動の特別な差異とその現し方
9. 歳差に関する現わし方の検査と修正
10. 分点と黄道の部分のうちどちらが大きい違いか
11. 分点の一定の運動とアノマリー
12. 春分点移動と傾斜変化の計算
13. 太陽年の長さと違い
14. 地球の中心の公転の規則的と平均の運動
15. 太陽の運動のみかけの不規則性を証明する役立つ諸原理
16. 太陽のみかけの不規則性について
17. 太陽の第一の、すなわち年周不規則ならびに特殊の差異
18. 経度における規則的運動の検査について
19. 太陽の運動が一様なる時の年中の場所および歳首を前もって定めることについて
20. 地球からの距離の変化のために太陽の運動に伴う第2の、すなわち二重の違いについて
21. 太陽の不規則の第二の違いの大きさは何程か
22. 太陽の遠地点の規則的な運動および違った運動はいかにして説明されるのか
23. 太陽のアノマリの補正およびその場所を前もって定めることについて
24. 一様性とみかけの差異の正しい現わし
25. 太陽のみかけの計算について
26. 自然日と違う昼夜の長さ

### 第4巻
略

### 第5巻
1. 惑星の回転と平均の運動について
2. 古代の人の意見に従ったこれらの天体のみかけの一様性の証明
3. 地球の運動による見かけの不等の一般的証明
4. なぜ惑星の固有の運動は不等に見えるか
5. 土星の運動の証明
6. 夕方土星の近くに見える最近観測された3つの星について
7. 土星の運動の調べについて
8. 土星の位置の決定について
9. 年毎に地球の起動から遠ざかる土星の摂動について、また地球からのその距離は何程か
10. 木星の運動の証明
11. 夕方木星の近くに見える最近観測された3つの星について
12. 木星の一様な運動の証明
13. 木星の位置の決定について
14. 土星の摂動および地球公転の軌道に対するその高度の研究
15. 惑星火星について
16. 明け方火星の近くに見える最近観測された3つの星について
17. 火星の運動の証明
18. 火星の位置の決定について
19. 火星の軌道の大きさおよび地球の年周きどうについてその見積もり
20. 惑星金星について
21. 地球の軌道と金星のそれの比は何程であるか
22. 金星の2つの運動について
23. 金星の運動の調べについて
24. 金星のアノマリの位置について
25. 水星について
26. 水星の近地点、遠地点について
27. 水星の離心率の大きさは何程か、またその軌道の対称はどうであるか
28. 水星の離角はなぜ近地点に生じるそれより六角形の一辺より大きくみえるか
29. 金星の平均の運動の調べについて
30. 最近観測された水星の運動について
31. 水星の位置を前もって決定することについて
32. 遠ざかりおよび近よりのもう一つの説明について
33. 五つの惑星のプロスタフェレスの表
34. 五つの惑星の位置と経度においていかに計算するか
35. 五つの惑星の留および逆行について
36. 逆行の時と位置をいかに識別するか

### 第6巻
1. 五つの惑星の緯度における逆行を主題とする一般的叙述
2. 惑星が緯度において動く円の仮説
3. 土星、木星、火星の軌道の大きさは何程であるか
4. これらの三つの惑星のある一般的な他の経度の現し方について
5. 金星および水星の経度について
6. 金星および水星の近地点および遠地点におけるそれらの軌道の傾きによるそれらの緯度における第二の通過について
7. 金星と水星の傾きの角は何程であるか
8. 偏差とよぶ金星および水星の緯度における第三の状況について
9. 五つの惑星の緯度の計算について

## 書誌情報
- コペルニクス『天体の囘転について』矢島祐利訳、岩波書店〈岩波文庫 青905-1〉、1953年5月。ISBN 4-00-339051-2。
- コペルニクス『コペルニクス・天球回転論』高橋憲一訳・解説、みすず書房、1993年12月。ISBN 4-622-04092-1。『天球回転論』第1巻と『コメンタリオルス』の翻訳。
  - 『完訳 天球回転論　コペルニクス天文学集成』高橋憲一訳・解説、みすず書房、2017年10月。ISBN 4-622-08631-X。増訂版